# 博包
博包（匈牙利語：Boba）是匈牙利沃什州所辖的一个村，总面积10.95平方公里，总人口817，人口密度74.6人/平方公里（2010年1月1日）。